# Mimetus madacassus
Mimetus madacassus är en spindelart som beskrevs av Emerit 1996. Mimetus madacassus ingår i släktet Mimetus och familjen kaparspindlar.
Artens utbredningsområde är Madagaskar. Inga underarter finns listade i Catalogue of Life.